# 整党 (1983-1987年)
整党是1983年至1987年中国共产党党内开展的一场旨在“统一思想，整顿作风，加强纪律，纯洁组织”的政治运动，历时三年半左右。中共高层借此次运动，系统清理了文化大革命在党组织和党员中的遗留问题，重点是清理“三种人”。

## 起源
“整党”即党的整顿，在中共历史上曾经进行过多次。1981年6月，中共十一届六中全会通过了《关于建国以来党的若干历史问题的决议》，标志着中共在指导思想上完成了“拨乱反正”，终结了毛泽东晚年的错误路线。但是，中共高层认为，经过十年文化大革命，党内存在“思想、作风、组织上的严重不纯”，思想上不能认识拨乱反正的意义或者违背马克思主义，作风上纪律松弛、以权谋私、违法乱纪，党内的“三种人”（即追随林彪、江青反革命集团造反起家的人，帮派思想严重的人，打砸抢分子）还没有完全清理。1982年9月，胡耀邦在中共十二大上所作的政治报告中，提出要“有计划有步骤地进行整党，使党风根本好转”，宣布“中央决定从明年下半年开始，用三年时间分期分批对党的作风和组织进行一次全面整顿。”
1983年10月11日，中共十二届二中全会通过《中共中央关于整党的决定》，宣布从当年冬天开始整党，将整党的任务概括为16个字：“统一思想，整顿作风，加强纪律，纯洁组织”，其中“纯洁组织”的主要内容即是清理“三种人”。整党的步骤是从中央到基层组织，自上而下、分期分批地整顿；整党的基本方法是在认真学习文件，提高思想认识的基础上，开展批评和自我批评，分清是非，纠正错误，纯洁组织。会议决定成立中央整党工作指导委员会（简称“中指委”）作为全党整党工作的指导机关，由中共中央总书记胡耀邦兼任委员会主任，中共中央顾问委员会常务副主任薄一波兼任常务副主任，主持日常工作。各级党组织也相应成立整党工作机构。邓小平在会上强调，“整党不能走过场”，“……最危险的是‘三种人’……他们是一股有野心的政治势力，不可小看，如果不在整党中解决，就会留下祸根，成为定时炸弹。”:410-411

## 中央整党工作指导委员会
中共十二届二中全会于1983年10月11日选举产生的中央整党工作指导委员会（中指委）成员名单如下：
- 主任：胡耀邦
- 副主任：万里、余秋里、薄一波（常务副主任）、胡启立、王鹤寿
- 委员：邓力群、陈野苹、王从吾、韩光、康克清、伍修权、洪学智、甘渭汉、郑天翔、蒋南翔、顾大椿、黄镇、雍文涛、王兆国、郭建、张秀山
- 顾问：王震、杨尚昆、胡乔木、习仲勋、宋任穷

中指委下设办公室（中央整党办）作为办事机构，雍文涛、李力安先后任办公室主任。

## 过程
整党分三期进行。第一期从1983年11月开始，1985年初基本结束，整顿中央一级、省市自治区一级和解放军各总部、各军兵种、各大军区一级的领导机关中的党组织，约有101万名党员参加。
第二期从1984年冬开始，1985年底基本结束，整顿地、县两级以及相当于这两级的厂矿企业、大专院校、科研单位的党组织，约有1002万名党员参加。
第三期从1985年冬开始，1987年4月基本结束，重点整顿县以下的农村基层党组织，包括县以下企事业单位和城市街道的党组织，约有2800万名党员参加，是整党工作中涉及范围最广、规模最大的一个阶段。具体又分为区、乡级整党和村级整党两个批次。
1987年5月26—30日，召开全国整党工作总结会议，薄一波宣布整党工作基本结束。会后，各级整党工作机构逐步撤销。

## 结果
根据薄一波在全国整党工作总结会议上代表中指委所作的题为《关于整党的基本总结和进一步加强党的建设》的报告，在这次整党中，全国（不包括广西壮族自治区）共清理出：
- “三种人”5,449名，
- “犯有严重错误的人”43,074名；
- 广西共清理出：
  - 严重违法乱纪分子27,919名，
  - “犯有严重违法乱纪错误的人”13,154名（参见广西文革屠杀）；

通过党员登记和组织处理，对一批有严重问题和不合格的党员进行了处理，其中
- 开除党籍33,896人，
- 不予登记90,069人，
- 缓期登记145,456人，
- 受留党察看、撤销职务、严重警告、警告等党纪处分的共有184,071人。[4]:332-333

在整党中被开除党籍者包括：
- 中共第九、十届中央候补委员，全国人大常委会原副委员长姚连蔚（1984年开除）
- 中共第九、十、十一届中央委员，天津市委原第一书记解学恭（1987年开除）
- 中共第九、十届中央委员，吉林省委原第一书记王淮湘（1985年开除）
- 中共第十届中央委员，卫生部原部长刘湘屏（谢富治妻子，1985年开除）
- 中共中央农村政策研究室原副主任翁永曦（1986年开除）
- 中共中央党校理论研究室原副主任阮铭（1985年开除）

## 评价
中共高层认为，与以往的政治运动相比，本次整党的正面经验有：一、“没有采取大轰大嗡、大搞‘群众运动’的方式，成功地避免了过去政治运动中盛行的一套‘左’的做法”；二、没有对当时的改革开放和经济建设造成干扰。:335-336
当时在中共中央组织部任职的阎淮认为，整党是一场党内的老干部对文化大革命中参与过造反的中青年干部进行系统清理的运动，“重点是清理文革表现，流行的做法是严格审查文革初期如何造反”，而且对具备中共高级干部子女身份的“老红卫兵”和平民家庭出身的造反派区别对待，保护前者而清理后者。:20-21, 203-206